# 히타치 (열차)
히타치(일본어: ひたち)는 일본의 특급 열차 이름 중 하나이다. 동일본 여객철도가 운영하며, 조반선의 시나가와역·우에노역 ~ 가쓰타역·이와키역 구간을 달린다. 이름은 조반선이 지나가는 이바라키현에 해당하는 옛 구니인 "히타치국"에서 따 온 것이다.
1969년 10월에 우에노 역과 다이라 역 (지금의 이와키역) 구간을 운행하는 계절 특급 열차로 운행을 시작한 것이 시초로, 1972년 10월부터 일본국유철도의 정기 특급으로 승격되었다. 1989년부터는 《슈퍼 히타치》 (일본어: スーパーひたち)가, 1997년부터는 《프레시 히타치》 (일본어: フレッシュひたち)가 운행을 시작했다. "히타치"라는 이름만 붙이고 운행하는 열차는 1998년을 끝으로 사라졌다가 2015년 3월16일에 부활했다. 그리고 《슈퍼 히타치》와, 《프레시 히타치 》는 재통합되었다.
2010년에 동일본 여객철도가 2012년에 새로 들어올 동일본 여객철도 E657계 전동차의 도입에 맞추어, 히타치의 운행 구간에서 이와키 역 ~ 센다이역 구간을 분리해 새로운 특급 열차를 만들고자 계획했다. 그러나 2011년 3월 11일에 일어난 도호쿠 지방 태평양 해역 대지진과 후쿠시마 제1원자력 발전소 사고의 영향으로 조반선 히로노 역 ~ 하라노마치 역 구간과 소마 역 ~ 와타리 역 구간의 운행이 중단되면서 계획이 차질을 빚게 되었다.
2015년 3월 14일 우에노 도쿄 라인 개통 후 시나가와역까지 연장되었고 도쿄역에도 정차를 하기 시작 했다. 다만 지금도 시간에 따라 우에노역까지만 운행하는 것도 있다. 또 열차명은 《슈퍼 히타치》는 《히타치》로, 《프레시 히타치》는 《토키와》로 변경되었다.
2020년 3월 14일 조반선 도미오카 역 ~ 나미에 역 구간의 운행이 재개되면서 시나가와 역 ~ 센다이역 구간을 왕복 3회씩 운행할 예정이다.

## 운행
우에노 역 ~ 이와키 역 전 구간을 달리는 《슈퍼 히타치》와, 우에노 역 ~ 이와키 역을 중심으로 중간의 몇몇 역에서 시종착하는 《프레시 히타치》로 나뉜다. 슈퍼 히타치와 프레시 히타치는 정차역에서 서로 다른데, 슈퍼 히타치가 우에노 역 ~ 미토역 사이를 무정차로 운행하는 것과 달리, 프레시 히타치는 특별한 경우가 아니면 가시와역, 쓰치우라역, 이시오카역, 도모베역에 필수 정차하게 된다.
호수는 방향에 따라 구분한다. 홀수는 하행선 열차이며, 짝수는 상행선 열차이다. 또, 시간에 따라서 열차의 종류가 달라지므로 주의가 필요하다. 2012년 3월 시간표 개정 시점 현재, 하행 열차들 중 슈퍼 히타치는 오전 7시부터 21시까지 매시 정각에 우에노 역을 출발하며, 프레시 히타치는 매시 30분과 오후 6시 15분, 오후 7시 15분에 우에노 역을 출발한다. 또, 오후 9시 15분부터 11시 막차 (75호)까지 우에노 역을 출발하는 특급 히타치는 모두 프레시 히타치이다.
상행 열차는 시간 뿐만 아니라 출발역도 다르다. 다만 가쓰타 역 ~ 우에노 역 구간에서는 슈퍼 히타치 10호가 가쓰타 역을 출발한 뒤로는 슈퍼 히타치와 프레시 히타치가 번갈아가며 운행한다. 미토 역을 기준으로, 오전 9시부터 오후 9시까지 매시 52분마다는 프레시 히타치가 출발하며, 오전 10시부터 오후 9시까지 매시 27분마다는 슈퍼 히타치가 출발한다. 미토 역을 출발하는 막차는 21시 52분에 출발하는 프레시 히타치 68호이다.
슈퍼 히타치를 기준으로, 우에노 역에서 쓰치우라 역까지는 약 40~50분이, 미토 역까지는 약 1시간 5분~1시간 19분이, 이와키 역까지는 약 2시간 7분~2시간 23분이 소요된다.
2015년 3월14일 부터 히타치를 기준으로 시나가와 역에서 미토 역까지는 1시간 26분, 도쿄 역에서 미토 역까지는 1시간 17분이 소요된다.

### 정차역
아래의 정차역 목록은 2012년 3월에 개정된 시각표의 기준을 따랐다. ( ) 안은 일부 열차만, { } 안은 상행 일부 열차만, < > 안은 하행 일부 열차만 정차하는 역이다.
- 슈퍼 히타치

우에노역 - <마쓰도역> - {가시와 역} - (쓰치우라역) - {이시오카 역} - (도모베 역) - {아카쓰카역} - 미토역 - 가쓰타역 - (도카이역) - (오미카역) - (히타치타가역) - 히타치역 - (다카하기역) - (이소하라역) - (오쓰코역) - (나코소역) - (우에다역) - (이즈미역) - 유모토역 - 이와키 역
- 프레시 히타치

우에노 역 - {닛포리역} - (가시와 역) - (도리데역) - (후지시로역) - (사누키역) - (우시쿠역) - (히타치노우시쿠역) - (아라카와오키역) - 쓰치우라 역 - (간다쓰역) - 이시오카 역 - 도모베 역 - (아카쓰카 역) - 미토 역 - 가쓰타 역 - (도카이 역) - 오미카 역 - 히타치타가 역 - 히타치 역 - (주오역) - 다카하기 역 - {우에다 역} - 이즈미역 - 유모토 역 - 이와키 역
아래의 정차역 목록은 2015년 3월14일 이후 정차역이다.
- 히타치

시나가와역 - 도쿄역 - 우에노 역 - <마쓰도 역> - {가시와 역} - (쓰치우라 역) - {이시오카 역} - (도모베 역) - {아카쓰카 역} - 미토 역 - 가쓰타 역 - (도카이 역) - (오미카 역) - (히타치타가 역) - 히타치 역 - (다카하기 역) - (이소하라 역) - (오쓰코 역) - (나코소 역) - (우에다 역) - (이즈미역) - 유모토 역 - 이와키 역
- 토키와

시나가와 역 - 도쿄역 - 우에노 역 - {닛포리 역} - (가시와 역) - (도리데 역) - (후지시로 역) - (사누키 역) - (우시쿠 역) - (히타치노우시쿠 역) - (아라카와오키 역) - 쓰치우라 역 - (간다쓰 역) - 이시오카 역 - 도모베 역 - (아카쓰카 역) - 미토 역 - 가쓰타 역 - (도카이 역) - 오미카 역 - 히타치타가 역 - 히타치 역 - (주오 역) - 다카하기 역

## 차량
슈퍼 히타치로는 동일본 여객철도 E657계 전동차 10량 편성과 동일본 여객철도 651계 전동차 11량 편성이 운행하고 있으며, 프레시 히타치로는 동일본 여객철도 E653계 전동차 7량·11량·14량 편성을 중심으로 651계 전동차 11량 편성과 E657계 10량 편성 일부가 운행되고 있다. 중련 편성으로 달리는 프레시 히타치는 가쓰타 역에서 병결 및 분리를 실시하게 된다. 또, 특실인 "그린샤"는 슈퍼 히타치에만 1칸이 존재한다.

## 같이 보기
- 조반선
  - 조반 쾌속선·조반 완행선
- 쓰쿠바 익스프레스 (TX)